# Domenico Tintoretto

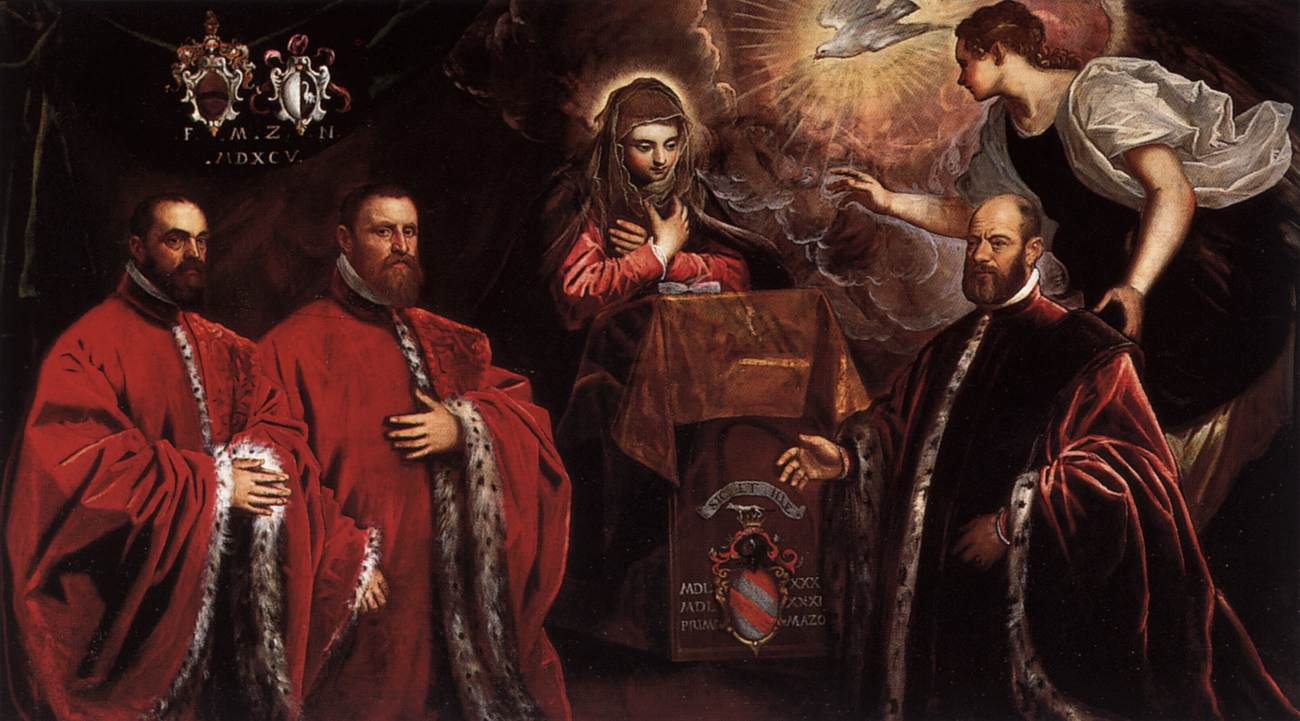
Domenico Tintoretto: Verkündigung und drei Advokaten, Dogenpalast, Venedig

Domenico Tintoretto, eigentl. Domenico Robusti (* 27. November 1560 in Venedig; † 17. Mai 1635 ebenda) war ein venezianischer Maler. Er war der älteste Sohn von Jacopo Tintoretto und seiner Frau Faustina Episcopi, und außerdem der Halbbruder von Marietta Robusti, genannt ‚La Tintoretta‘.

## Leben

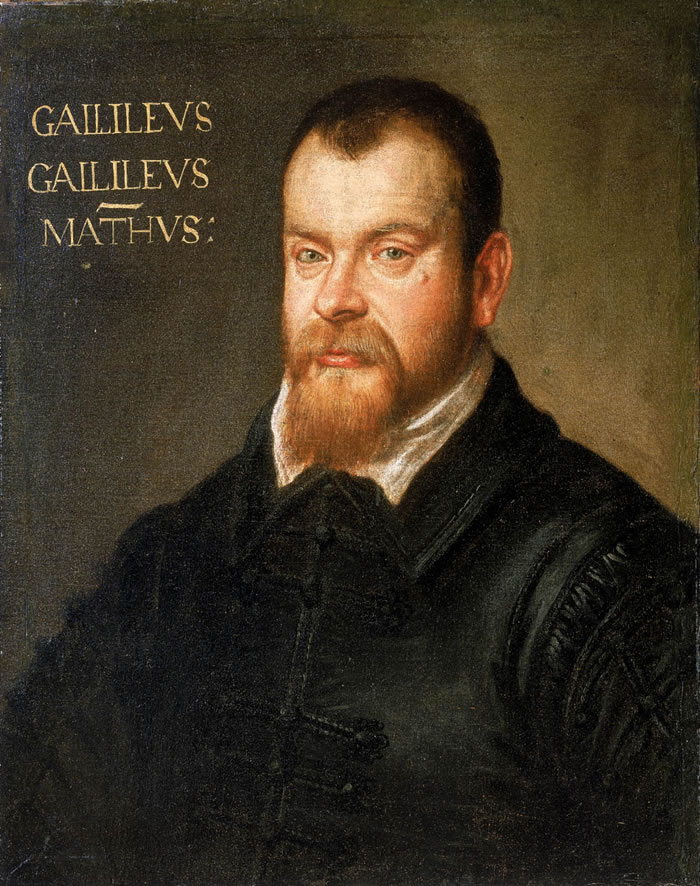
Porträt von Galileo Galilei, 1602-07, National Maritime Museum, Greenwich, London

Laut Carlo Ridolfi interessierte sich Domenico zuerst vor allem für antike und moderne Literatur, bevor er als etwa Zwanzigjähriger regelmäßig in der Werkstatt seines Vaters zu arbeiten begann. Er liebte die Werke von Ariost und Tasso und zu seinen Freunden und Bekannten gehörten der Schriftsteller Guido Casoni und der Dichter Celio Magno. Von dem letzteren malte Domenico 1597 ein Porträt, das der Dichter im Gegenzug mit einem Sonett beantwortete.
In Jacopo Tintorettos Werkstatt wurde Domenico ganz im Stil seines Vaters ausgebildet und passte sich zunächst ganz dessen Malweise an, so dass er schon bald dessen engster Mitarbeiter wurde. So konnte er problemlos zu späten Großaufträgen seines Vaters herangezogen werden und tatkräftig an diesen mitarbeiten. Ab 1578 wirkte er bereits bei Tintorettos Gonzaga-Zyklus (Fasti gonzagheschi; München, Alte Pinakothek) mit.
Domenico war zwischen 1580 und 1584 an der Neuausschmückung des Dogenpalastes beteiligt und stieg vom bloßen Ausführenden der väterlichen Ideen zum Aufseher der Werkstatt auf, während sein Vater allein in der Scuola Grande di San Rocco arbeitete. Domenico vollendete Jacopos Votivbilder der Dogen Andrea Gritti, Nicolò da Ponte und Alvise Mocenigo in der Sala del Collegio, arbeitete an der Schlacht von Zara in der Sala dello Scrutinio, am Triumph der Venezia in der Sala del Senato, und am Triumph des Dogen Nicolò da Ponte an der Decke der Sala del Maggior Consiglio. Im selben Saal wirkte er auch von 1588 bis 1592 maßgeblich am großen Paradies mit.
Für die Klosterkirche Sant’ Andrea della Zirada schuf Domenico 1583 eine dreiteilige Passion Christi und etwa um die gleiche Zeit für Santa Maria Maggiore (in Venedig) eine Hochzeit der Jungfrau Maria (heute: Fondazione Cini), eine Anbetung der Könige und Joachim wird aus dem Tempel vertrieben (beide heute in San Trovaso; Abb. unten). 1585 wurde er außerdem in die Scuola di San Marco aufgenommen, für die er zuvor eines seiner besten Werke gemalt hatte: der Traum des hl. Markus (heute in den Gallerie dell’Accademia, Venedig).
Für die Scuola dei Mercanti malte er mehrere Werke, darunter das Altarbild einer Madonna mit dem hl. Christophorus und die heute verlorene Anbetung der Hirten, die der Kunsttheoretiker Marco Boschini (1664) für sein bestes Werk hielt. In den 1590er Jahren arbeitete Domenico auch für die Scuola del Rosario und später an einem 10-teiligen Zyklus für die Scuola grande di San Giovanni Evangelista.
Nach dem Tode Jacopos übernahm Domenico die Leitung der Werkstatt, die er in dessen Tradition und Formensprache fortführte. Vermutlich war er der amtliche Porträtmaler der Republik Venedig, zumindest sind zahlreiche Werke dieser Gattung erhalten und es ist auf dem Bildnissektor, wo er seine größte Meisterschaft erlangte. Er malte unter anderem Porträts der Dogen Pasquale Cicogna, Marino Grimani und Marcantonio Memmo, sowie von venezianischen Senatoren, und war auch über die Grenzen Venedigs hinaus als Porträtist gesucht (u. a. Bildnis der Margherita d’Austria). Zwischen 1597 und 1601 arbeitete er, neben der Arbeit in seiner Heimatstadt, in Reggio nell’Emilia, Mantua und Ferrara. Nach 1600 begannen seine Kunst und seine Karriere zu stagnieren und er erhielt keine erstrangigen Aufträge mehr.
Domenico Tintorettos Malerei zeichnet sich neben Anklängen an das Werk seines Vaters Jacopo Tintoretto durch eine Tendenz zum Realismus aus, die an Bassano und Palma il Giovane erinnert; mit dem Letzteren war er befreundet. Daneben schuf er vor allem Historiengemälde und religiöse Bilder.
Domenico war nicht verheiratet und hatte wahrscheinlich keine Kinder. Er starb im Mai 1635 und wurde in der Grablege seines Großvaters Marco Episcopi in der Kirche Madonna dell’Orto begraben, neben seinem Vater Jacopo und seiner Halbschwester Marietta. Sein Erbe, darunter vor allem die väterliche Werkstatt, ging an seine jüngeren Geschwister Marco und Ottavia und an seinen Gehilfen Sebastian Casser.

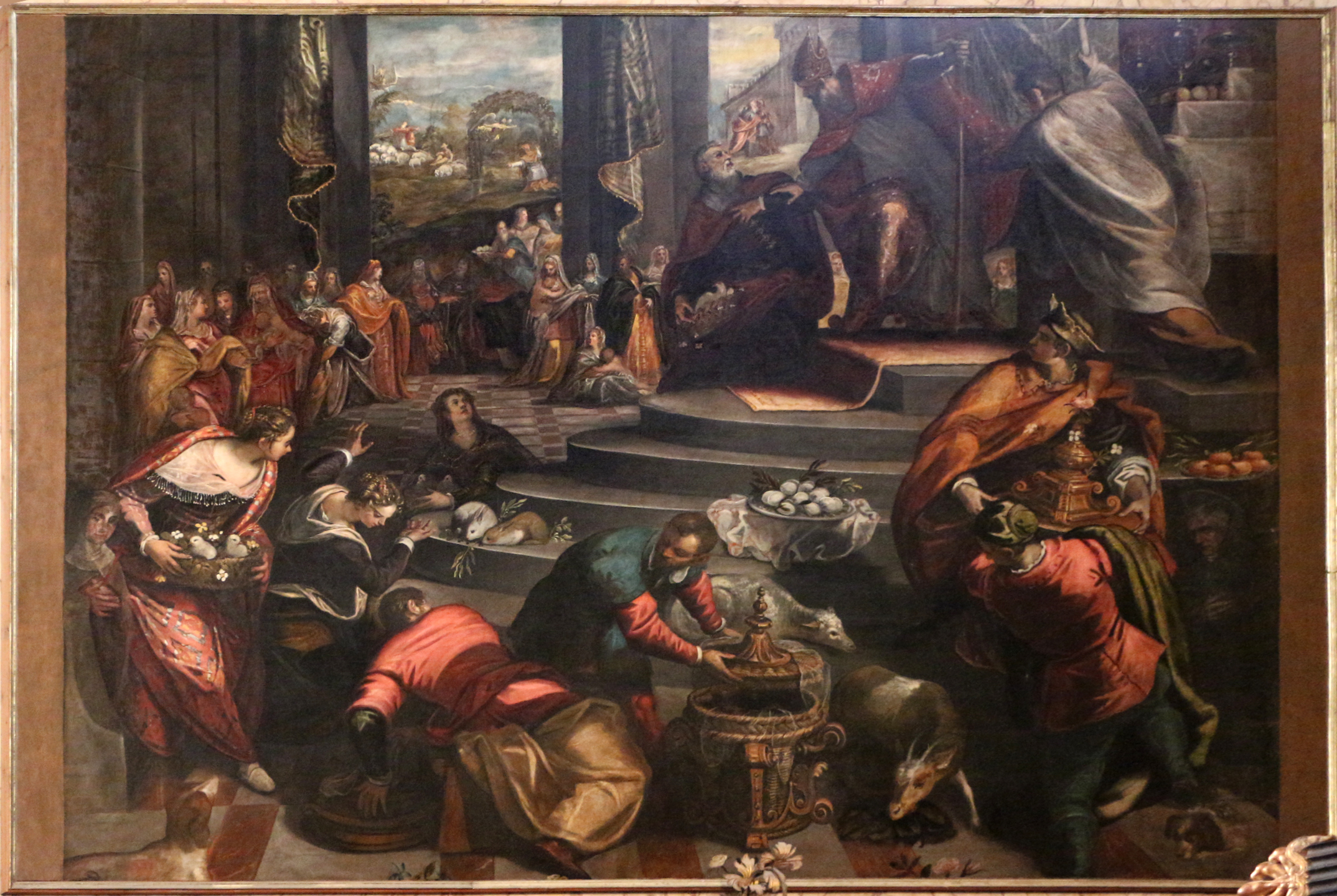
Domenico Tintoretto: Joachim wird aus dem Tempel vertrieben, vor 1587, San Trovaso, Venedig
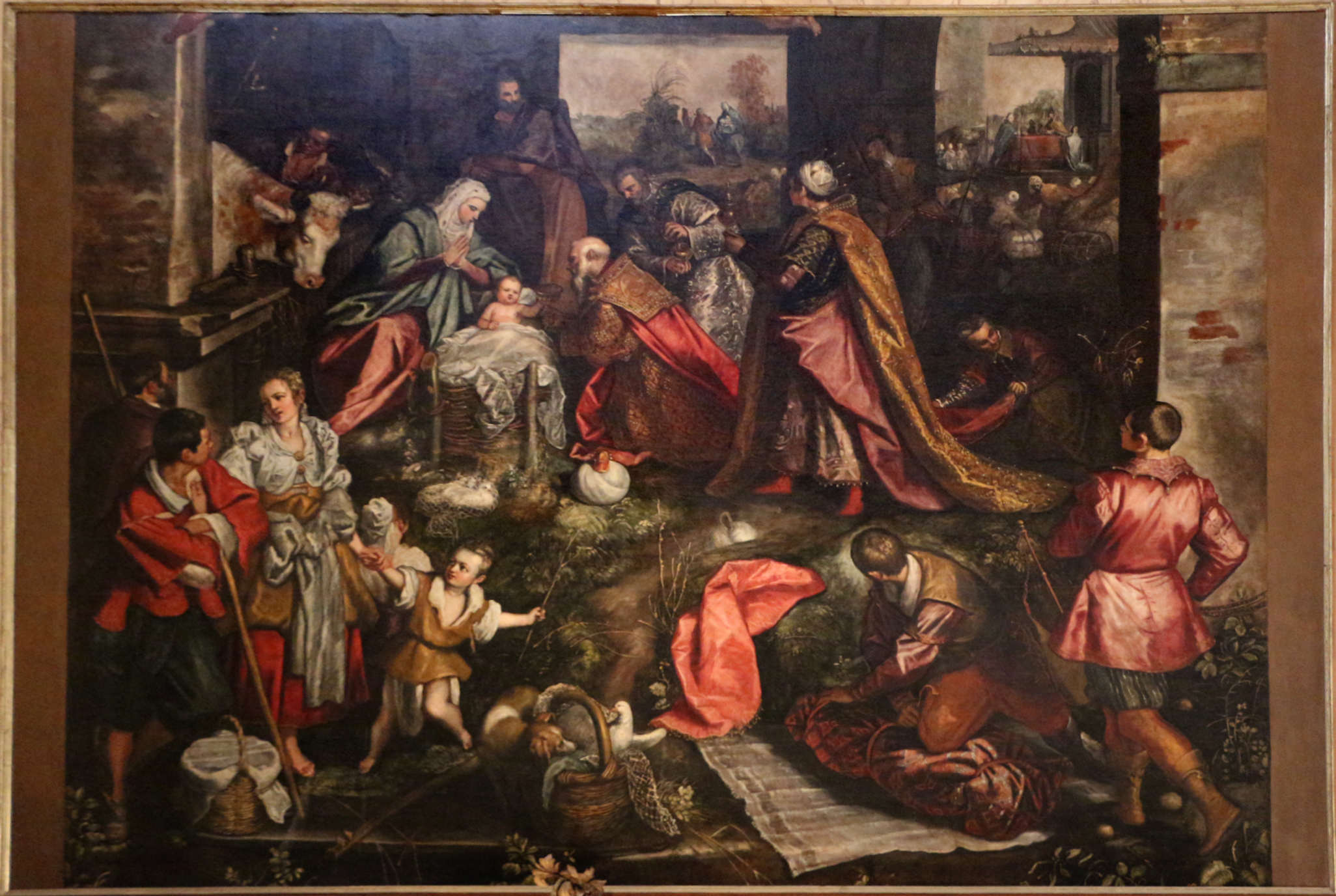
Domenico Tintoretto: Anbetung der Könige, vor 1587, San Trovaso, Venedig

## Ausgewählte Werke
Venedig
- Dogenpalast:

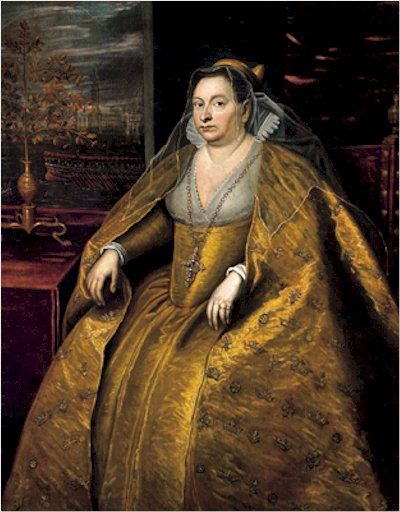
La Dogaressa Morosina Morosini, ca. 1597

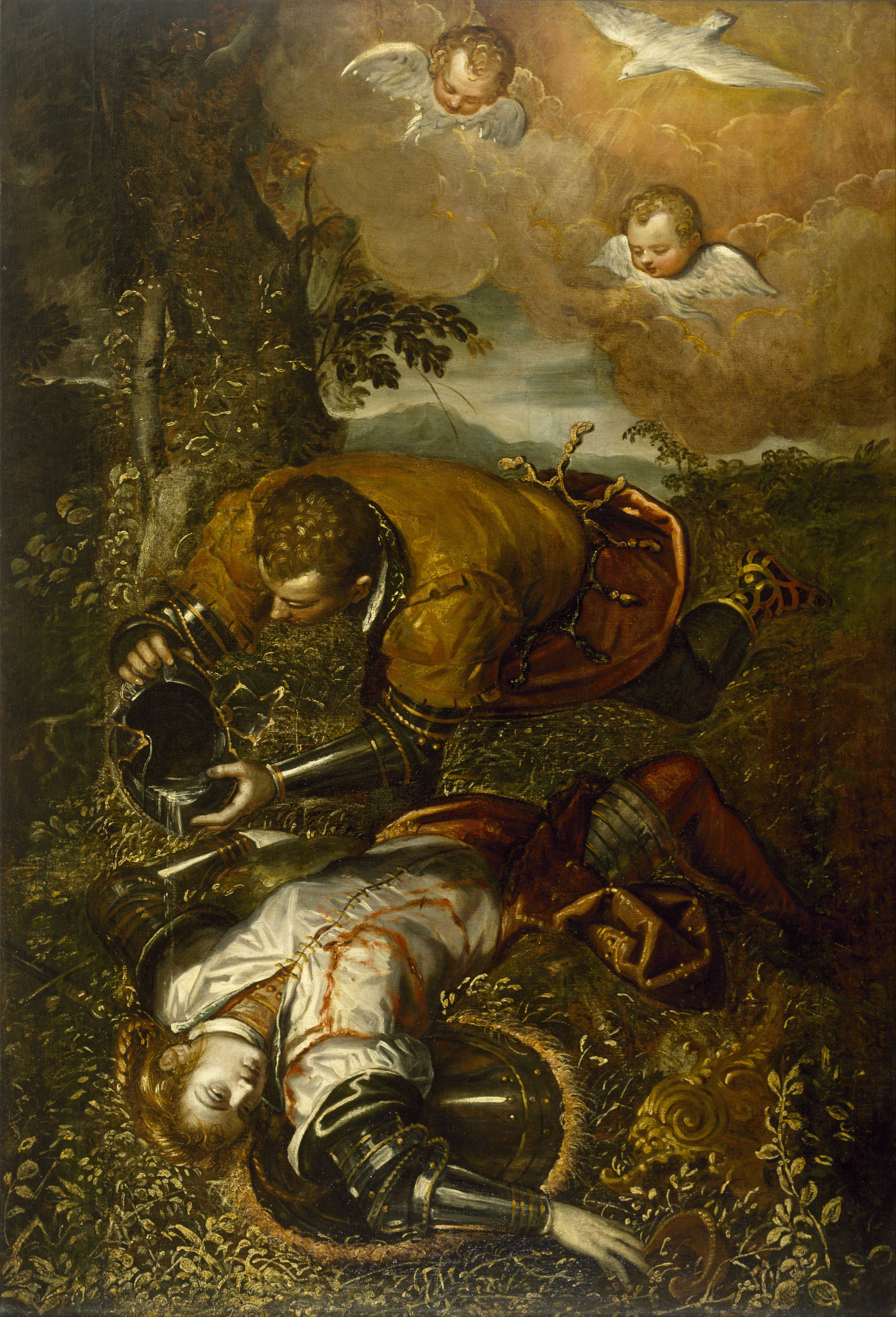
Domenico Tintoretto: Tancred tauft die sterbende Clorinda, Museum of Fine Arts, Houston

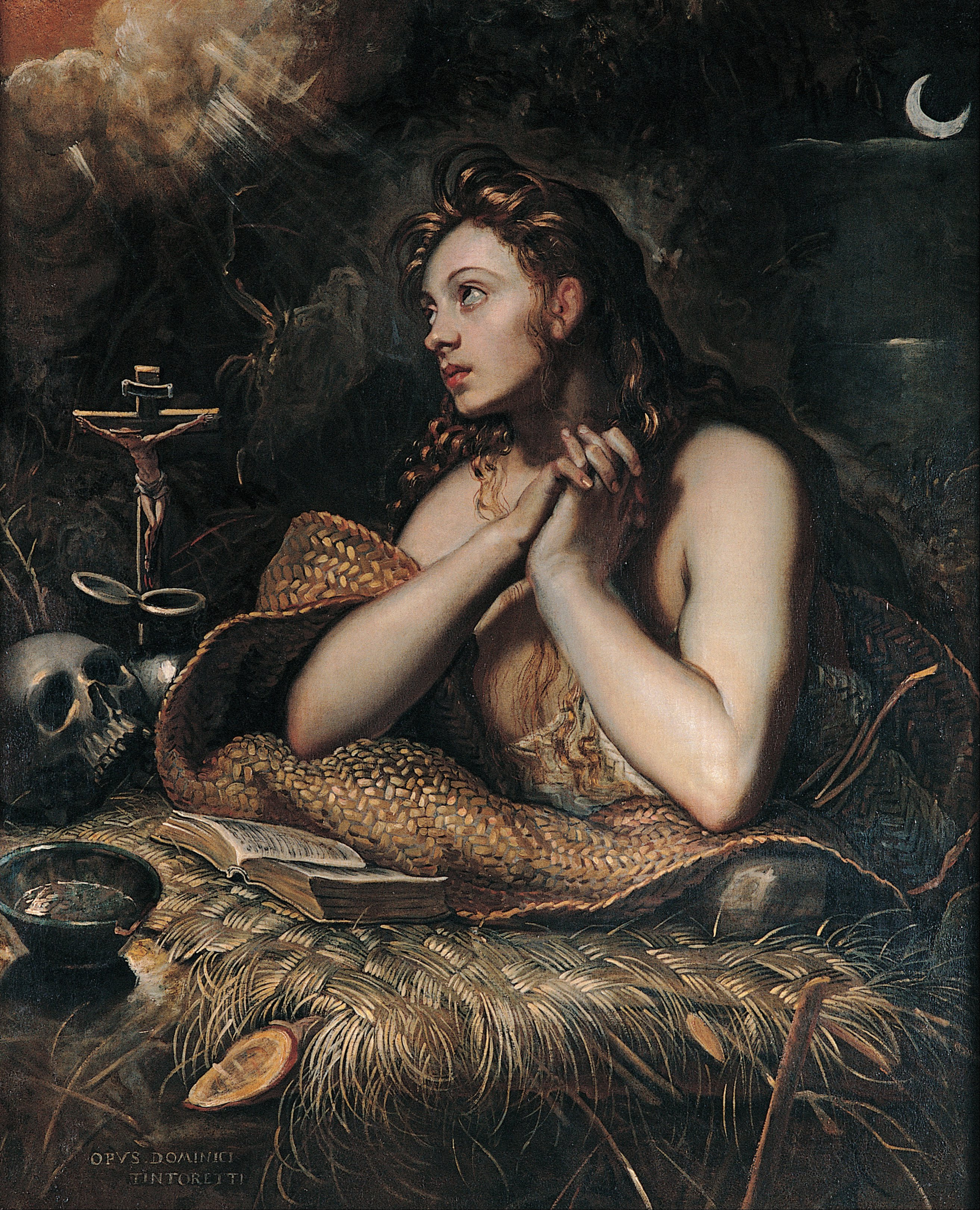
D. Tintoretto: Büßende Magdalena, um 1600, Kapitolinische Museen, Rom

  - Die Seeschlacht bei Punta Salvore, 1585
  - Die Einnahme von Konstantinopel
- Kirche San Trovaso: Anbetung der Könige und Joachim wird aus dem Tempel vertrieben, vor 1587
- Kirche San Giovanni Evangelista: Kreuzigung, 1626

Deutschland
- Berlin, Gemäldegalerie:
  - Bildnis eines Prokurators von San Marco, um 1590–1600
  - Bildnis einer jungen Frau
  - Die heilige Agnes erweckt Licinius (zugeschrieben)
- Dresden, Gemäldegalerie Alte Meister:
  - Doppelbildnis zweier Männer (zugeschrieben)
  - Susanna (zugeschrieben)
  - Maria mit dem Kinde und vier Heiligen (1945 zerstört)
- Hannover, Niedersächsisches Landesmuseum: Bildnis eines venezianischen Beamten
- Kassel, Gemäldegalerie Alte Meister: Bildnis eines jungen Mannes, 1585
- Köln, Wallraf-Richartz-Museum: Die Heilige Familie mit dem Johannesknaben und der heiligen Elisabeth, um 1590–1600
- Leipzig, Museum der bildenden Künste: Bildnis einer Dogaressa
- München, Alte Pinakothek:
  - Der Einzug Philipps II. in Mantua, um 1580
  - Bildnis eines Bildhauers, um 1585–1590
- Wiesbaden, Museum Wiesbaden: Bildnis einer Frau

Internationale Museen
- Allentown (Pennsylvania), Allentown Art Museum: Bildnis eines venezianischen Offiziers in Rüstung, um 1580–1590
- Bordeaux, Musée des Beaux-Arts: Bildnis eines venezianischen Senators
- Boston, Museum of Fine Arts
  - Bildnis eines jungen Mannes, um 1580–1585
  - Bildnis eines bärtigen Mannes
- Chambéry, Musée des Beaux-Arts:
  - Bildnis eines Mannes
  - Bildnis eines Mannes (zugeschrieben)
- Florenz, Galleria degli Uffizi: Der heilige Augustinus heilt die Krüppel
- Greenwich (London), National Maritime Museum: Bildnis des Galileo Galilei, um 1605–1607
- Houston, Museum of Fine Arts: Tancred tauft Clorinda, um 1586–1600
- Lewisburg (Pennsylvania), Bucknell University Art Gallery: Bildnis eines jungen Mannes in Schwarz, um 1580–1590 (zugeschrieben)
- London, Courtauld Institute of Art: Die Anbetung der Hirten, um 1578 (zusammen mit Jacopo Tintoretto)
- Madrid, Prado: Dame mit halbentblößer Brust (ca. 1585-90)
- Massachusetts, Fogg Art Museum: Allegorie der Treue, um 1595–1599
- Moskau, Puschkin-Museum
  - Bildnis eines jungen Mannes
- Oxford, Ashmolean Museum: Bildnis eines Mannes
- Paris, Musée National du Louvre: Bildnis einer Frau mit Perlenkette
- Posen, Muzeum Narodowe: Bildnis eines venezianischen Senators (Jacopo Contarini?)
- Raleigh, North Carolina Museum of Art: Die Auferweckung des Lazarus, um 1585–1590
- Rochester, Memorial Art Gallery: Bildnis eines venezianischen Nobile
- Rom, Kapitolinische Museen: Büßende Magdalena, um 1600
- St. Petersburg, Eremitage: Bildnis eines Mannes (Francesco Bassano?)
- Tucson, University of Arizona Museum of Art: Venus beweint den toten Adonis, um 1580–1590
- Warschau, Nationalmuseum: Taufe Jesu
- Worcester Art Museum, Massachusetts: Porträt einer Dame (um 1586)
- Tarnogród (Polen), Verklärungskirche auf dem Tarnogród: Johannes der Täufer und Johannes Evangelist